# Flammenwerfer 35
A Flammenwerfer 35 vagy FmW 35 (szó szerint „lángszóró”) egy egyemberes német lángszóró volt, melyet a második világháború alatt használtak lövészárkok és épületek „megtisztításához”. Halálos fegyver volt, közelről rendkívül hatásos pusztítóerővel. A fegyvert „bőrlopónak” is hívták, mert közelről sokszor szabályosan leégette az emberek bőrét.
A készülék súlya 35,8 kilogramm volt és 11,8 liter gyújtóanyagot tartalmazott (Flammöl 19), ami gázolaj és kátrány keveréke volt, így a nagyobb tömeg miatt nőtt a hatótávolság. A keveréket egy hidrogénégővel gyújtották meg, ami tíz másodpercnyi folyamatos használatot biztosított. A tüzelőegységet egy időben aktiválták egy ún. önzáró szeleppel, ami egy védőcsőben kapott helyet. A Flammenwerfer 35 lángszórót 1941-ig gyártották, amikor egy könnyebb, külsőleg újratervezett fegyver, a Flammenwerfer 41 leváltotta. A háború előrehaladtával az elsütőbillentyűt és a csőszáj részt átalakították, hogy úgy nézzen ki, mint egy szabványos gyalogsági puska, így álcázva a kezelőket, nehogy az ellenséges mesterlövészek észrevegyék őket.

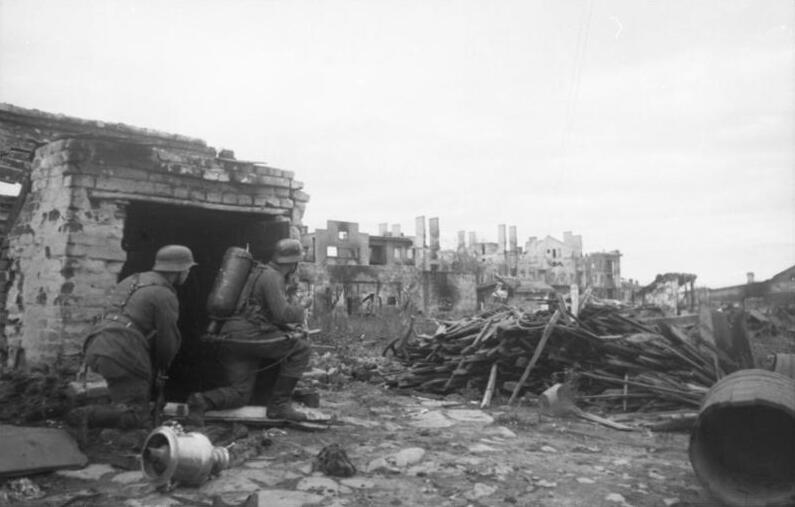
Flammenwerfer 35 Sztálingrádnál

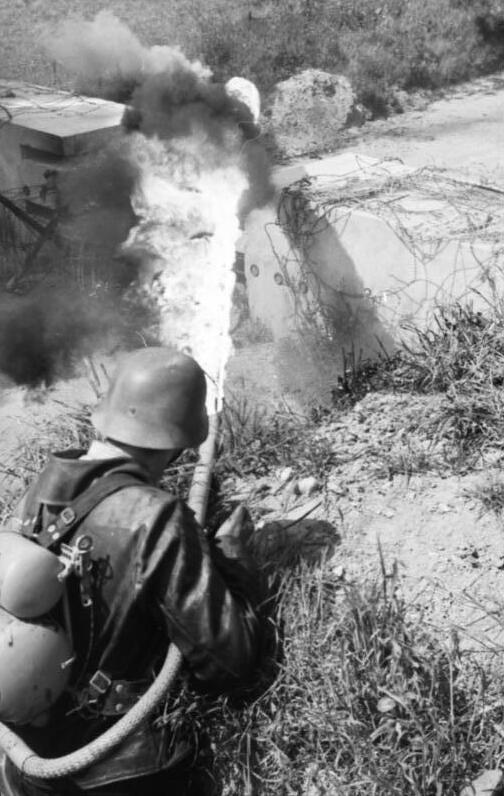
Flammenwerfer 41 Észak-Franciaországban

## Fordítás
- Ez a szócikk részben vagy egészben  a   Flammenwerfer 35 című angol Wikipédia-szócikk ezen változatának fordításán alapul.  Az eredeti cikk szerkesztőit annak laptörténete sorolja fel. Ez a jelzés csupán a megfogalmazás eredetét és a szerzői jogokat jelzi, nem szolgál a cikkben szereplő információk forrásmegjelöléseként.